# Edith Peter
Edith Peter (* 19. Februar 1958 in Alberschwende/Vorarlberg) ist eine ehemalige österreichische Skirennläuferin.
In ihrer ersten Weltcupsaison 1978/79 belegte die Abfahrts-Spezialistin zahlreiche Top-Ten-Ergebnisse. Als Bestresultat konnte sie in Pfronten einen 4. Platz erreichen. Ende der Saison wurde sie Siebte des Abfahrtsweltcups. Die Saison 1979/80 musste sie aufgrund einer Verletzung pausieren, ehe sie nochmals in der darauf folgenden Saison in den Weltcup zurückkehrte. So erzielte sie als bestes Saisonergebnis in Pfronten einen 4. Platz. Insgesamt fuhr sie neunmal unter die ersten Zehn. Eine schwere Knieverletzung, die sie in der Abfahrt von Haus im Ennstal erlitten hat, zwang sie 1981 bereits zum Rücktritt.